# کوارتت کاسته (گروه موسیقی)
گروه موسیقی «کوارتت کاسته» در اواخر سال ۱۳۹۱ توسط احسان صدیق تشکیل شد و ترکیبی از چهار نوازنده است که موسیقی خود را بر پایه‌ی بداهه‌نوازی و خلاقیت فردی و گروهی پایه‌گذاری کرده‌اند. موسیقی این گروه شامل عناصری از سبک‌های متنوع، از جمله جَز معاصر، موسیقی آوانگارد قرن بیستم، موسیقی فولکلور ایرانی و حتی تاثیراتی از پروگرسیو راک است.
از ویژگی‌های بارز این گروه، ساختار شنیداری متفاوت آن است که فراتر از الگوهای معمول موسیقی داخلی حرکت می‌کند و شنوندگان را به تجربه‌ای تازه از تلفیق سبک‌ها دعوت می‌کند. از آثار شناخته‌شده‌ی این گروه می‌توان به آلبوم «ایستگاه یک» اشاره کرد که با هدف ارائه موسیقی طبیعی و بدون ویرایش سنگین، به صورت زنده و گروهی در استودیو صبا ضبط شده است .
گروه کوارتت کاسته همچنین در روز جهانی جَز اجراهایی برگزار کرده است که نشان از تاثیر این سبک بر موسیقی آن‌ها دارد. منتقدان موسیقی این گروه را برای افرادی که دنبال تجربه‌ای غیرمتعارف در شنیدن موسیقی هستند، جذاب توصیف کرده اند.